# Geranomyia subinsignis
Geranomyia subinsignis is een tweevleugelige uit de familie steltmuggen (Limoniidae). De soort komt voor in het Neotropisch gebied.